# Heigenbrücken
Heigenbrücken è un comune tedesco di 2 364 abitanti, situato nel land della Baviera.